# London Buses

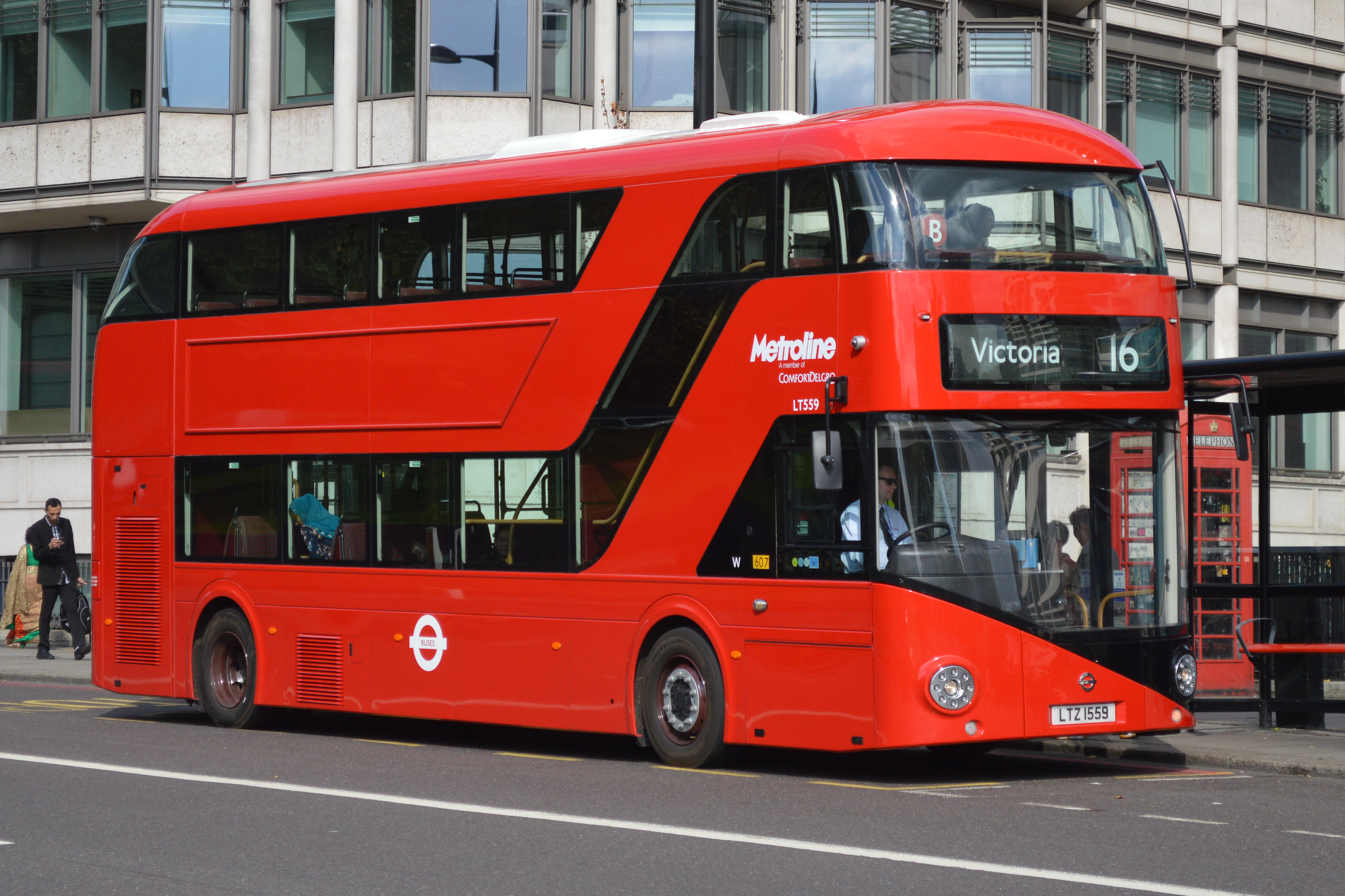
Metroline New Routemaster em Park Lane em setembro de 2015

A London Buses é a subsidiária da Transport for London (TfL) que administra a maioria dos serviços de ônibus em Londres, Inglaterra. Foi formado após o Greater London Authority Act 1999, que transferiu o controle dos serviços de ônibus do London Regional Transport (LRT) para a TfL, controlada pelo prefeito de Londres.